# Idaea hauderi
Idaea hauderi là một loài bướm đêm trong họ Geometridae.